# Природоохоронна територія
Природоохоро́нна терито́рія — територія, яка охороняється через своє екологічне, культурне або подібне значення. Існує велика кількість таких територій, рівень захисту яких сильно відрізняється та залежить від статусу, встановленого національними законами та міжнародними договорами.
Природоохоронна територія, як визначається Міжнародним союзом охорони природи (МСОП) — територія або акваторія, призначена для захисту і підтримки біологічної різноманітності та природних і пов'язаних із ними культурних ресурсів, захист якої встановлюється законом або іншими засобами.
МСОП визначає шість категорій охоронних територій: I. Заповідник суворого режиму (Ia — природний заповідник, Ib — дика територія) — територія з найвищим рівнем захисту, що охороняється для збереження екосистеми та наукових досліджень.
II. Національний парк — охоронна територія, призначена переважно для захисту екосистеми і екологічного туризму
III. Пам'ятка природи — охоронна територія, призначена переважно для збереження специфічних особливостей природи
IV. Заказник — територія для охорони окремих видів: охоронна територія, призначена переважно для охорони окремих видів, часто з навмисним втручанням в екосистему
V. Охоронний рельєф — охоронна територія, призначена переважно для захисту рельєфу/ландшафту та туризму.
VI. Територія контрольованого природовикористання — охоронна територія, призначена переважно для довготермінового економічного використання природної екосистеми.
Міжнародні правила щодо природоохоронних територій беруть початок із 1972 року, коли була підписана Стокгольмська декларація Конференції ООН з питань довкілля. У ній постановлялося, що захист зразків усіх головних типів екосистем повинен бути фундаментальною вимогою національних програм охорони природи. З того часу охорона таких екосистем стала основним принципом створення біологічних заповідників, що отримали підтримку кількома міжнародними договорами та резолюціями ООН — зокрема Світовий природний протокол 1982 року, Декларація Ріо-де-Жанейро 1992, і Йоганнесбурзька декларація 2002. Загалом ефективні національні програми захисту основних типів екосистем розвинулися щодо сухопутних територій і в значно меншою мірою щодо морських і прісноводних біомів.
Українське законодавство визначає типи природоохоронних території дещо інакше, хоча і зберігає основні принципи.